# Liška (šelma)

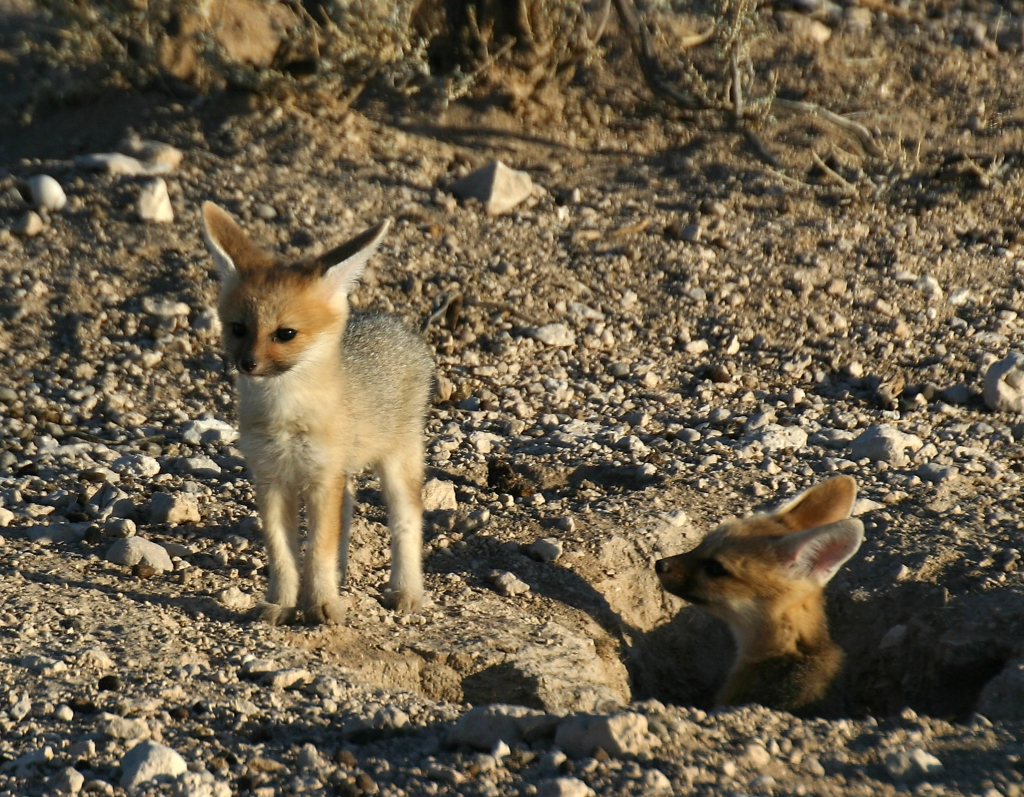
Liška chama (Vulpes chama)

Liška je české označení pro rody Vulpes a Urocyon a také alternativní rodový název některých dalších druhů psovitých šelem.
Jako liška jezerní, japonská nebo mořská je někdy označována jiná psovitá šelma psík mývalovitý (Nyctereutes procyonoides). Liška patagonská je alternativní název pro psa horského (Lycalopex culpaeus) a liška Azarova pro psa šedého (Lycalopex vetulus). Jako liška habešská je někdy označován vlček etiopský (Canis simensis). Pes krátkouchý (Atelocynus microtis) je známý také pod jménem liška krátkouchá.

## Seznam druhů
- Urocyon
  - liška šedá = liška šedostříbrná (Urocyon cinereoargenteus)
  - liška ostrovní (Urocyon littoralis)
- Vulpes
  - liška polární = liška lední (Vulpes lagopus)
  - liška džunglová = liška šedorudá (Vulpes bengalensis)
  - liška kana (Vulpes cana)
  - liška chama (Vulpes chama)
  - liška horská = liška tibetská (Vulpes ferrilata)
  - liška písečná (Vulpes pallida)
  - liška pouštní (Vulpes rueppelli)
  - liška šedohnědá (Vulpes velox)
  - liška velkouchá (Vulpes macrotis)
  - liška obecná (Vulpes vulpes)
    - liška skandinávská (Vulpes vulpes vulpes)
    - liška evropská (Vulpes vulpes crucigera)
    - liška plavá (Vulpes vulpes fulva)

Do rodu Vulpes patří také korsak (Vulpes corsac) a fenek (Vulpes zerda).